# Shandong (schip)
De Shandong is het tweede vliegdekschip van de Chinese marine en het eerste dat volledig in China is gebouwd. Het eerste Chinese vliegdekschip, de Liaoning, stond model voor dit schip dat door de Dalian Shipbuilding Industry in Dalian gebouwd is. Het schip is vernoemd naar de Chinese provincie Shandong. 
Op het schip kunnen maximaal 40 vliegtuigen gestationeerd worden van diverse types. Het conventioneel aangedreven schip heeft een lengte van 315 meter en een breedte van 75 meter. Aanvankelijk werd het aangeduid als “Type 001A”, maar bij de ingebruikname op 17 december 2019 was een identificatieplaat “002” aangebracht.
1. ↑  (en) Rick Joe, 003 and More: An Update on China’s Aircraft Carriers (29 september 2020). Gearchiveerd op 17 juni 2022.